# Élections législatives tibétaines de 2021
Les élections législatives tibétaines de 2021 se sont tenues les 3 janvier et 11 avril 2021 grâce aux travaux de la Commission électorale tibétaine, permettant aux Tibétains en exil d'élire 45 députés membres du Parlement tibétain en exil.
Une interruption de quatre mois a pris fin après que le dalaï-lama soit intervenu, en réponse à une résolution du parlement, pour recommander aux parlementaires de prêter serment conformément à la Charte des Tibétains en exil.  Les 45 membres élus de la 17e Assemblée tibétaine ont finalement prêté serment le 8 octobre 2021 au président par intérim Dawa Tsering, nommé par le commissaire en chef de la Commission suprême de justice tibétaine Sonam Norbu Dagpo, après un mandat de quatre mois. L'Assemblée a également élu son président Khenpo Sonam Tenphel et sa vice-présidente Dolma Tsering.

## Liste des parlementaires de la17eAssemblée tibétaine[4]
| Nombre (et position) | Membre                                                                    | Corps électoral ou tradition |
| -------------------- | ------------------------------------------------------------------------- | ---------------------------- |
| 1 président          | Lopon Khenpo Sonam Tenphel                                                | Tradition nyingmapa          |
| 2                    | Khenpo Jamphel Tenzin                                                     | ""                           |
| 3                    | Kunga Sotop                                                               | Tradition kagyüpa            |
| 4                    | Tenpa Yarphel                                                             | ""                           |
| 5                    | Lopon Thupten Gyaltsen                                                    | Tradition sakyapa            |
| 6                    | Khenpo Ngodup Sonam                                                       | ""                           |
| 7                    | Geshe Atruk Tseten                                                        | Tradition gelugpa            |
| 8                    | Geshe Gowo Lobsang Phende                                                 | ""                           |
| 9                    | Geshe Monlam Tharchin                                                     | Tradition bön                |
| 10                   | Geshe Atong Rinchen Gyaltsen                                              | ""                           |
| 11 vice-présidente   | Dolma Tsering (Dolma Tsering Teykhang)                                    | Ü-Tsang                      |
| 12                   | Dawa Phunkyi, démissionne et remplacé par Samten Choedon le 16 avril 2025 | ""                           |
| 13                   | Migyur Dorjee                                                             | ""                           |
| 14                   | Ngodup Dorje                                                              | ""                           |
| 15                   | Lobsang Gyatso Sither                                                     | ""                           |
| 16                   | Tsering Yangchen                                                          | ""                           |
| 17                   | Dhondup Tashi, démissionne en janvier 2022, remplacé par Tenzin Choezin   | ""                           |
| 18                   | Rigzin Lhundup                                                            | ""                           |
| 19                   | Lhagyari Namgyal Dolkar                                                   | ""                           |
| 20                   | Dawa Tsering                                                              | ""                           |
| 21                   | Dorje Tseten                                                              | Kham (Do-Toe)                |
| 22                   | Aukartsang Youdon                                                         | ""                           |
| 23                   | Juchen Kunchok Choedon                                                    | ""                           |
| 24                   | Tenzin Jigdal                                                             | ""                           |
| 25                   | Serta Tsultrim                                                            | ""                           |
| 26                   | Choephel Thupten                                                          | ""                           |
| 27                   | Tsering Dolma                                                             | ""                           |
| 28                   | Gyaldong Phurbu Dorje                                                     | ""                           |
| 29                   | Kunchok Yarphel                                                           | ""                           |
| 30                   | Wangdue Dorje                                                             | ""                           |
| 31                   | Pema Tso                                                                  | Amdo (Do-Mey)                |
| 32                   | Dhondup Tashi Tsaneytsang                                                 | ""                           |
| 33                   | Tsering Lhamo                                                             | ""                           |
| 34                   | Tashi Dhondup                                                             | ""                           |
| 35                   | Ratsa Sonam Norbu                                                         | ""                           |
| 36                   | Karma Gelek                                                               | ""                           |
| 37                   | Yeshi Dolma                                                               | ""                           |
| 38                   | Lobsang Thupten                                                           | ""                           |
| 39                   | Geshe Gangri                                                              | ""                           |
| 40                   | Choedak Gyatso                                                            | ""                           |
| 41                   | Thubten Wangchen                                                          | Europe                       |
| 42                   | Thupten Gyatso                                                            | ""                           |
| 43                   | Tenzing Jigme                                                             | Amérique du Nord             |
| 44                   | Dhondup Tsering                                                           | ""                           |
| 45                   | Doring Tenzin Phuntsok                                                    | Australasie                  |